# Charles Olivier
Charles Pollard Olivier, né le 10 avril 1884 à Charlottesville (Virginie) et mort le 14 août 1975 à Bryn Mawr (Pennsylvanie), est un astronome américain connu pour ses travaux sur les étoiles doubles, les étoiles variables et les météores. Il est le fondateur de l'American Meteor Society,.

## Biographie
Olivier a grandi à Charlottesville, près de l'université de Virginie. En 1901
il devient assistant à l'observatoire Leander McCormick situé à proximité et en 1905 il y devient boursier Vanderbilt. Il obtient son doctorat en astronomie en 1911 avec une thèse sur les météorites.
Cette année-là Olivier fonde l'American Meteor Society pour l'observation visuelle des météores sporadiques et des pluies de météores, avec l'assentiment de l'American Astronomical Society. Avec l'astronome britannique William Frederick Denning Olivier est le pionnier de l'étude visuelle scientifique des météores.
De 1912 à 1914, il est professeur d'astronomie au Agnes Scott College de Decatur (Géorgie) et bénévole pendant l'été à l'observatoire Yerkes. 
Il rejoint l'université de Virginie en 1914 comme professeur adjoint et est embauché à l'observatoire McCormick pour travailler sur les mesures de parallaxe stellaire. En 1918 il part servir pendant la Première Guerre mondiale.
Après la guerre, il devient directeur de l'observatoire Flower de l'université de Pennsylvanie en 1928. En 1945 il est président du département d'astronomie de cette université. Dans les années 1940, il encourage l'université à vendre le terrain pour financer la construction d'un nouvel observatoire. Celui-ci est achevé en 1956 et prend le nom d'observatoire Flower et Cook.

## Prix et distinctions
- Olivier a été élu membre de l'American Philosophical Society en 1932[3].
- L'AMS décerne chaque année le prix Dr Charles P. Olivier à un astronome amateur dans le domaine de la science des météores.
- Le cratère Olivier sur la Lune porte son nom.

## Ouvrages
- (en) Charles P. Olivier, Meteors, The Williams & Wilkins Co., 1925 (lire en ligne)
- (en) Charles P. Olivier, Comets, The Williams & Wilkins Co., 1930
- (en) Charles P. Olivier, Methods for computing the heights and paths of fireballs and meteors : supplement to the Pilot chart of the North Atlantic Ocean for 1931, Hydrographic Office, 1931
- (en) Charles P. Olivier, Magnitudes and coordinates of comparison stars in 35 regions of variable stars and magnitudes of other variables, University of Pennsylvania Press, 1952